# Stockholm Open 1980
Lo Stockholm Open 1980 è stato un torneo di tennis giocato sul sintetico indoor. È stata la 12ª edizione dello Stockholm Open, del Volvo Grand Prix 1980 e del WTA Tour 1980. Il torneo si è giocato al Kungliga tennishallen di Stoccolma in Svezia, dal 4 al 10 novembre 1980.

## Campioni

### Singolare maschile
Björn Borg ha battuto in finale  John McEnroe con il punteggio di 6–3, 6–4

### Doppio maschile
Heinz Günthardt /  Paul McNamee hanno battuto in finale  Stan Smith /  Bob Lutz con il punteggio di 6–7, 6–3, 6–2

### Singolare femminile
Hana Mandlíková ha battuto in finale  Bettina Bunge con il punteggio di 6–2, 6–2

### Doppio femminile
Mima Jaušovec /  Virginia Ruzici hanno battuto in finale  Hana Mandlíková /  Betty Stöve con il punteggio di 6–2, 6–1